# With You (canción de Mariah Carey)
«With You» es una canción grabada por la cantante estadounidense Mariah Carey. Fue lanzado como el primer sencillo oficial de su decimoquinto álbum de estudio de Carey, Caution. Fue escrita por Carey, Charles Hinshaw, Dijon McFarlane y Greg Lawary.
"With You" es una canción tipo "balada" de ritmo R&B y con el sonido de un piano suave. Ha recibido críticas generalmente positivas de los críticos de música, en el cual apreciaron el uso del registro de silbido de Carey dentro de la canción.
El video fue dirigido por Sarah McColgan y recorrió varios sectores de Los Angeles.
"With You" fue el primer sencillo líder de la artista que no llega a la lista oficial de Billboard, el Billboard Hot 100; sin embargo llegó a la lista "Adult Contemporary" en el que ocupó el número 7. Fuera de Estados Unidos, la canción llegó a las listas de Hungría, posicionándose en el número 8.

## Antecedentes
Durante los primeros shows de su residencia, en ese entonces, The Butterfly Returns, Carey estaba terminando de grabar su más reciente álbum y anunció en septiembre el lanzamiento de un nuevo proyecto. Este se convertiría en el sencillo promocional GTFO. Luego, el 2 de octubre de 2018, Carey anunció el primer sencillo oficial del álbum con su portada respectiva.

## Recepción comercial
Como era característico de Carey, la mayoría de sus sencillos líderes llegaron al primer lugar del Billboard Hot 100; entre ellos: "Vision of Love" (1990), "Emotions" (1991), "Dreamlover" (1993), "Fantasy" (1995), "Honey" (1997), "Heartbreaker" (1999) y "Touch My Body" (2008).
Sin embargo, "With You" fue el primer sencillo oficial que no logra entrar al Billboard Hot 100. Logró entrar a otras listas de Billboard como: "Adult R&B Songs" (número 3) y "Adult Contemporary" (número 7); esta última se convierte en su sencillo no-navideño más exitoso de esa lista desde "We Belong Together" (2005).
Fuera de Estados Unidos, llegó a la lista de descargas de Francia en el número 125 y en la lista de descargas de España en el número 30.
El sencillo llega al top 10 en Hungría, que de hecho, es el único país en donde entra la canción en las listas, posicionándose en el número 8 y a su vez convirtiéndose en el sencillo más exitoso de la artista en ese país desde su versión del tema "I Want To Know What Love Is" (2009).

## Video musical
El video fue dirigido por Sarah McColgan (ésta previamente había dirigido el video de GTFO) y fue estrenado el 10 de octubre de 2018. Hasta noviembre de 2019, cuenta con más de 10 millones de reproducciones en su canal de YouTube.

## Presentaciones en vivo
La primera presentación de la canción fue en los American Music Awards de 2018; posteriormente fue presentado en algunos shows de su gira asiática de octubre a noviembre de 2018. Luego del lanzamiento del álbum, Carey presentó la canción en Good Morning America. Fue colocado como parte del repertorio de su residencia en Las Vegas, The Butterfly Returns y también fue colocado como una de las últimas canciones del repertorio del Caution World Tour (en fechas seleccionadas y únicamente en los Estados Unidos; fue quitada de la lista para la gira europea).

## Créditos
- Mariah Carey: voz principal, compositor, productor.
- DJ Mustard: compositor, productor.
- Greg Lawary: compositor
- Charles Hinshaw: compositor

## Listas
| Lista (2018-2019)                                 | Máxima posición |
| ------------------------------------------------- | --------------- |
| España (PROMUSICAE Physical/Digital)              | 30              |
| Estados Unidos (Billboard Adult Contemporary)     | 7               |
| Estados Unidos (Billboard Adult R&B Songs)        | 3               |
| Estados Unidos (Billboard Adult Top 40)           | 33              |
| Estados Unidos (Billboard R&B Digital Song Sales) | 4               |
| Estados Unidos (Billboard R&B/Hip-Hop Airplay)    | 21              |
| Francia (SNEP Downloads)                          | 125             |
| Hungría (Single Top 40)                           | 8               |

- Datos: Q65162190